# 러브 앤 A. 45
러브 앤 A. 45(Love And A. 45)는 미국에서 제작된 C.M. 토킹톤 감독의 1994년 드라마 영화이다. 길 벨로우스 등이 주연으로 출연하였고 다린 스콧 등이 제작에 참여하였다.

## 출연

### 주연
- 길 벨로우스
- 르네 젤위거
- 로리 코크레인

### 조연
- 제프리 콤스
- 제이스 알렉산더
- 앤 웨지워스
- 타미 르 블랑
- 피터 폰다

## 제작진
- 협력프로듀서: 짐 스틸
- 미술: 데보라 패스터
- 의상: 캐리 퍼킨스